# Edifici de la Reial Acadèmia de Ciències i Arts de Barcelona
L'edifici de la Reial Acadèmia de Ciències i Arts de Barcelona, situat a La Rambla de Barcelona, està catalogat com a Bé Cultural d'Interès Nacional. Actualment hi ha el Teatre Poliorama.

## Història

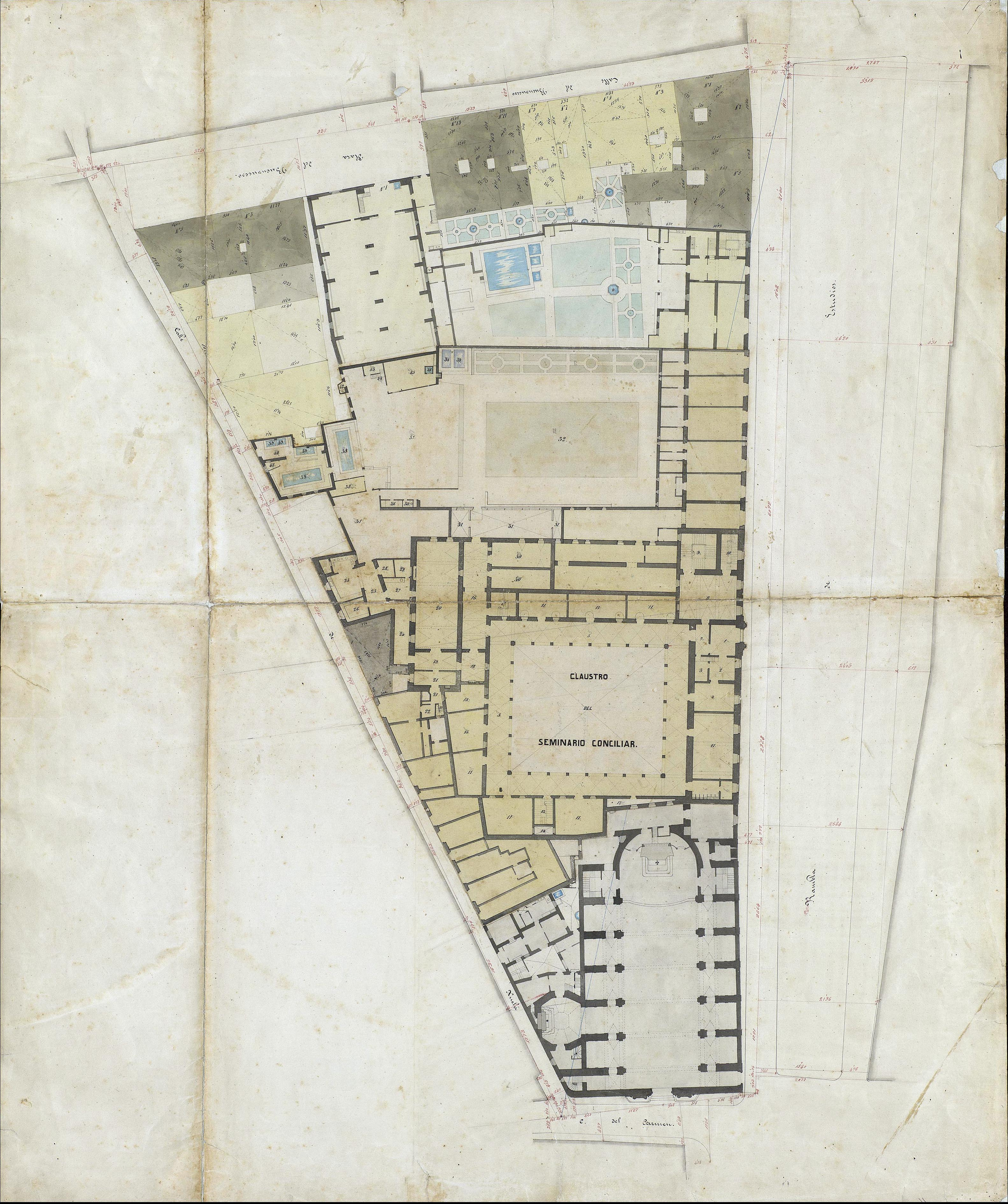
Quarteró núm. 71 de Garriga i Roca (c. 1860)

La Reial Acadèmia de Ciències i Arts de Barcelona (RACAB), fundada el 1764, es va instal·lar al costat de l'antic Col·legi de Cordelles dels Jesuïtes a la Rambla. Un cop enderrocat aquest, el president Julià Casaña i Leonardo va demanar permís el 1878 per a reformar l'edifici del núm. 9 de la Rambla dels Estudis, segons el projecte de l'arquitecte Josep Oriol Mestres. El 1881 es va inaugurar l'establiment «teràpico-funcional» del Dr. Eusebi Nunell i Terrada a l'interior de la parcel·la, un edifici neoclassicista de dues plantes d'uns 600 m² i un jardí de 200 m², construït segons un projecte del 30 de maig del 1878 del mestre d'obres Isidre Reventós. Amb dues ales separades per a cada sexe, era un balneari dotat amb els darrers avenços de l'època per a la curació de malalties mitjançant la hidroteràpia.
L'edifici va ser reformat el 1883 per Josep Domènech i Estapà, que hi va construir un observatori. D'aquest període data la decoració del saló d'Actes, realitzada en un estricte estil neoclàssic pel pintor Feliu Mestres i Borrell. Des del 1895, la façana acull l'hora oficial de la ciutat en un rellotge dissenyat per Antoni Rigalt.
A la planta baixa es va habilitar un local per a fer-hi espectacles, els beneficis dels quals servissin per a sufragar les despeses de la RACAB. Amb aquesta finalitat, l'any 1899 s'inaugurà el Cine Martí, essent la primera sala de la ciutat expressament construïda com a cinema. Essent redecorada pels escenògrafs Miquel Moragas i Ricart i Salvador Alarma i Tastàs, el cinema es reinaugurà el 1906 amb el nom de Cine Poliorama. Posteriorment, la sala es convertí en teatre, passant-se a conèixer com Teatre Català de la Comèdia. Durant la Guerra Civil, l'edifici fou confiscat per la CNT-FAI i durant els Fets de maig del 1937 va ser ocupat per les milícies del POUM. com narra George Orwell a la seva obra Homenatge a Catalunya.
Després de la guerra, el teatre fou adquirit per l'empresari Pere Balañà i Espinós, reobrint les seves portes amb el nom de Teatre Poliorama. L'any 1963, l'edifici fou reformat per tal de combinar novament l'ús com a teatre i cinema. El 1976, però, començà a dedicar-se exclusivament al teatre, adoptant el nom actual. Entre el 1982 i 1984, fou reformat novament per l'estudi d'arquitectes Martorell-Bohigas-Mackay. A partir de llavors l'edifici fou gestionat per la Generalitat, que hi ubicà la seu provisional del Teatre Nacional de Catalunya, institució dirigida per Josep Maria Flotats que l'any 1994 es traslladaria al nou edifici, prop de la plaça de les Glòries. Des de llavors, el teatre ha tornat a passar a mans privades.

## Descripció
Consta de planta baixa, tres pisos i terrat. Depassant la línia del terrat hi sobresurt una peculiar construcció en forma de cimbori flanquejat per dues cúpules més altes que servia d'observatori. L'accés principal, orientat a la Rambla, dona pas a una àmplia zona de vestíbul cobert per un enteixinat de fusta sostingut per columnes de pedra. Al fons d'aquest vestíbul hi ha l'accés públic al teatre, mentre que al mur més septentrional s'hi localitza l'escala que mena vers els pisos superiors ocupats per les dependències de la RACAB.
La façana principal, decorada segons el gust eclèctic imperant a l'època de la seva construcció, estructura les seves obertures de manera certament original, a causa de la seva varietat tipològica i ornamental. Aquesta façana presenta els seus murs revestits amb morters, per bé que els elements decoratius que emmarquen les obertures són fets d'estuc i que també inclou alguns elements de terracota i pedra. A la planta baixa s'obre l'accés principal de l'edifici, en forma de pòrtic tetràstil a base de columnes i pilastres inspirades per l'ordre dòric. Flanquejant aquesta porta, dos grans portals permeten l'accés a les botigues de planta baixa, emmarcades per uns panys de paret que imiten carreus encoixinats.
Damunt del pòrtic principal unes mènsules recullen el pes de la volada del balcó del primer pis, tancat per una robusta barana de gelosia amb motius inspirats de la tradició gòtica. El Saló d'Actes de la RACAB, es manifesta en aquest balcó a través de dues portes emmarcades per un complex aparell decoratiu que s'estructura en forma de retaule. En efecte, aquestes dues portes flanquejen un gran vitrall en forma d'arc que conté el rellotge que marca l'hora oficial a la ciutat de Barcelona, tot coronat per un complex guardapols decorat a base d'obes i mascarons. Sobremuntant aquesta complexa estructura, dues victòries alades masculines esculpides per Manuel Fuxà mostren els atributs de les ciències i les arts. Les obertures del primer i segon pis que flanquejen les del Saló d'Actes es presenten en forma de balcons ampitadors i finestrals respectivament, amb els muntants ornats per pilastres i estucs en punta de diamant i coronats per entaulaments plans que acullen medallons en terracota de científics de la ciutat.
Les finestres del tercer pis es veuen incloses en la potent estructura d'entaulament de la façana, consistent en una falsa galeria de columnetes que sostenen la cornisa, ritmada amb decoracions que sobresurten en forma de ventall. Aquesta galeria conté, també, dos relleus en terracota que representen dos moments claus de la història de la RACAB: els temps fundacionals en època de Carles III i la construcció de la nova seu el 1883, tal com indiquen les xifres romanes dels mosaics que acompanyen els relleus. Sobremuntant l'eix central, aquesta galeria presenta l'escut de la RACAB, consistent en un amoret en acció de garbellar.
Sobresortint de la línia de façana, una gran construcció vuitavada flanquejada per dues torretes coronades per cúpules de zenc que fan la funció d'observatori.
Pel que fa l'interior, cal destacar el vestíbul principal, que conserva el seu enteixinat de fusta original, sostingut per columnes similars a les del pòrtic d'accés. Hi destaca l'antiga taquilla del teatre, una garita de grans proporcions feta de fusta tallada i vidre, amb elements al·legòrics a la ciència i les arts. Al fons del vestíbul s'hi localitza, flanquejada per dues columnes de pedra, l'escala monumental vers els pisos superiors. Aquesta escala, de tipus imperial, presenta llurs baranes esculpides en pedra i els graons acabats en marbre. A la planta principal s'hi localitza la Sala d'Actes, un ampli espai decorat amb pintures que representen una arquitectura jònica emmarcant escenes al·legòriques, tot dissenyat pel pintor Feliu Mestres i Borrell. Aquesta decoració, de regust clarament setcentista, entra en contraposició amb la de la resta de l'edifici, però és un homenatge clar a l'època de la Il·lustració, emulant el gust neoclassicista del regnat de Carles III, època fundacional de la RACAB.